# Роженталь (Вармінсько-Мазурське воєводство)
Роженталь (пол. Rożental, нім. Rosenthal) — село в Польщі, у гміні Любава Ілавського повіту Вармінсько-Мазурського воєводства.
Населення — 993 особи (2011).
У 1975-1998 роках село належало до Ольштинського воєводства.

## Демографія
Демографічна структура станом на 31 березня 2011 року:
|          | Загалом | Допрацездатний вік | Працездатний вік | Постпрацездатний вік |
| -------- | ------- | ------------------ | ---------------- | -------------------- |
| Чоловіки | 495     | 111                | 345              | 39                   |
| Жінки    | 498     | 114                | 291              | 93                   |
| Разом    | 993     | 225                | 636              | 132                  |